# Wyocena
Wyocena is een plaats (town en een village daarbinnen) in de Amerikaanse staat Wisconsin, en valt bestuurlijk gezien onder Columbia County.

## Demografie
Bij de volkstelling in 2000 werd het aantal inwoners van de village vastgesteld op 668, en van de town op 1543.

## Geografie
Volgens het United States Census Bureau beslaat de plaats een oppervlakte van 95,9 km², waarvan 93,8 km² land en 2,1 km² water. Wyocena ligt op ongeveer 297 m boven zeeniveau.

## Plaatsen in de nabije omgeving
De onderstaande figuur toont nabijgelegen plaatsen in een straal van 16 km rond Wyocena.